# Alegoría del triunfo de Venus
Alegoría del triunfo de Venus (en italiano, Allegoria del trionfo di Venere), también conocida como Alegoría con Venus y Cupido o Alegoría de la Pasión, es una obra pictórica de Bronzino realizada posiblemente entre los años 1540 a 1550, durante la corte del duque Cosme I de Médici. El cuadro tiene una dimensión de 146 x 116 cm y se exhibe en el National Gallery de Londres desde 1860, cuando fue comprado al coleccionista de arte francés Edmund Beaucousin. Se le considera una composición manierista, debido a su artificialidad y oposición al naturalismo, asimismo como a los principios de belleza clásica defendidos durante el Alto Renacimiento.
En él se representa a Venus sosteniendo la manzana de la discordia en su mano izquierda, y girando su cabeza para dar un beso a Cupido. El tema central de la pintura es el erotismo o el amor prohibido, que acompañado por la envidia y los celos producen consecuencias trágicas.

## Antecedentes históricos
Después del saqueo de Roma bajo la monarquía del emperador Carlos I de España, los Médici se vieron forzados a huir de Florencia debido a su impopularidad y también porque los florentinos habían aprovechado el caos general para que se estableciese nuevamente la República en Italia. Posteriormente, Carlos I realizó un acuerdo de paz con el Papa Clemente VII, y en 1530 los Médici volvieron a imponer su dominio sobre Florencia bajo el mandato del duque Alejandro. Sin embargo, después de algunos años este fue asesinado, permitiendo la investidura de Cosme I de Médici como el Gran Duque de Toscana. A lo largo de su periodo de gobierno, el poder se consolidó en la zona, trayendo consigo estabilidad y prosperidad. Las artes fue uno de los aspectos más favorecidos durante el reinado, y en el año de 1539 se seleccionó a Agnolo Bronzino como uno de los pintores oficiales al servicio de la corte de esta poderosa familia.

### Bronzino
En su juventud fue discípulo de Jacopo Pontormo, uno de los personajes que más influenciaría su personalísimo estilo artístico y con quien estableció un fuerte lazo de amistad. El cariño de Pontormo hacia Bronzino fue tan grande, que incluso lo retrató en una de sus obras, José y Jacob en Egipto (c.1518), en donde aparece sentado en una escalinata sosteniendo un bolso. Desde el inicio, demostró preferencia por pinturas seculares, en especial retratos para la aristocracia florentina, donde es perceptible el formalismo, frialdad, y rigidez de sus representaciones. Esta carencia de calidez y sentimentalismo en su obra, típica de la corriente manierista, lo hacían apto para pintar alegorías y lo distanciaban en cierto modo de pinturas con temas religiosos. Por esta razón la mayoría de sus trabajos pictóricos se centraban en retratos de los miembros de la corte ducal, convirtiéndose en el retratista oficial del duque y la duquesa, y de sus hijos. Durante su servicio como pintor de dicha familia ejecutó numerosos retratos, y uno de los más destacados es el que realizó a Leonor Álvarez de Toledo, quien fue esposa de Cosme I. Durante el siglo XVI sus retratos influenciarían las tendencias pictóricas de las cortes reales del resto de Europa. Cabe mencionar que aparte de haber sido un prolífico pintor, fue un poeta, y se estima que compuso más de trescientos poemas.

### Encargo de la obra
Giorgio Vasari, en su libro Le vite de' più eccellenti pittori, scultori e architettori de 1568, ha indicado que la pintura fue comisionada a Bronzino con el objetivo de que fuese entregada como obsequio a Francisco I rey de Francia, sugiriendo una fecha de elaboración anterior a 1545. Sin embargo, Vasari en ninguna parte menciona que haya sido delegada por Cosme I de Médici, y a pesar de este hecho, numerosos eruditos han atribuido el encargo al "Gran Duque de Toscana". El erotismo de las imágenes representadas en la obra probablemente estaba acorde con los gustos particulares de la corte francesa de aquella época. El detalle, la textura y la riqueza de la pintura confirman el posible patronazgo de alguna persona perteneciente a la aristocracia.

## Personajes de la obra pictórica

### Venus
Es el personaje central de la escena, y ejecuta la acción principal, besando a Cupido en los labios y sugiriendo el tema de la lujuria y el incesto. Sostiene en su mano derecha la flecha de su hijo en forma triunfante, y en la izquierda la manzana dorada, que hace alusión al juicio de Paris, donde él le obsequió la manzana de la discordia a cambio del amor de la mujer más hermosa, Helena de Troya. Además está acompañada por una pareja de tórtolas, típico emblema y animal de compañía de la diosa.

### Cupido
Es también el personaje principal de la escena, y responde al beso de su madre. Su mano derecha reposa sobre el pecho izquierdo de Venus, además la abraza superando el cariño filial, y posiblemente convirtiéndose en su amante.

### Placer Loco
En la parte derecha de la obra pictórica, la locura aparece personificada por un putti o un niño, el cual sostiene con ambas manos pétalos de rosas, con la aparente intención de arrojarlos sobre Venus y Cupido. En el tobillo izquierdo lleva una pulsera de cascabeles y se ha identificado una espina que atraviesa su pie derecho y por la cual no expresa ninguna preocupación del posible dolor que le pueda causar.

### Engaño
A la derecha, justo detrás del Placer Loco está el engaño que posee el rostro hermoso de una doncella, pero que su cuerpo es de una serpiente que remata en forma de escorpión. Con una de sus manos esconde el aguijón de su cola, y con la otra ofrece a los amantes un panal.

### Padre Tiempo
El tiempo aparece en la parte superior derecha y es representado como un hombre de edad, con una notoria calvicie. A su espalda se logra ver un reloj de tiempo que confirma la identidad de dicho personaje. El tiempo está retirando la cortina para exponer la escena o tableau vivant que está en desarrollo.

### Olvido
En la parte superior izquierda, tras el telón aparece el Olvido, a quien le falta la parte superior de su cabeza, que según algunos eruditos coincide a la parte del cráneo donde se encuentra la memoria. Posiblemente el personaje quiere esconder la verdad o destapar la escena de lujuria, sin embargo, el Padre Tiempo lo impide, «haciendo alusión a los retardados efectos de la sífilis».

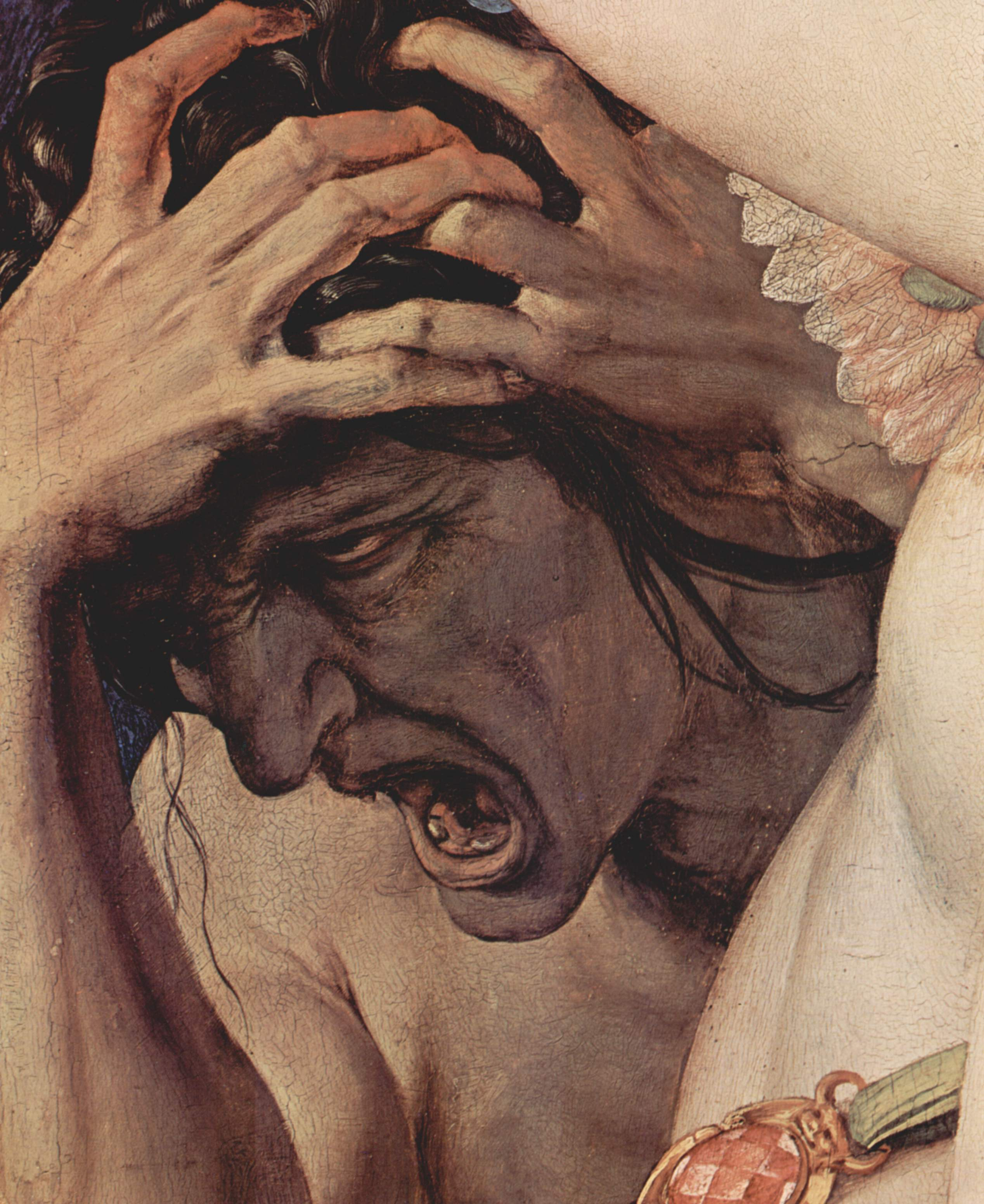
Detalle de la personificación de los Celos o la Sífilis en la obra pictórica.

### Los Celos o la Sífilis
En el lado izquierdo de la obra están posiblemente los Celos o la Sífilis, los cuales están encarnados por un hombre que se lamenta y tira de su cabello. Algunos estudiosos lo han identificado con la sífilis, debido a que esta epidemia acechó Europa durante esa época.